# Лич (нежить)
Лич (англ. lich или lych [ˈlɪtʃ], или нем. leiche «труп») — в современном фэнтези маг-некромант, ставший нежитью, по одним версиям — после смерти, по другим — вместо смерти. Могущественный колдун, желающий стать личем, проводит так называемый «ритуал вечной ночи», в ходе которого он приносит человеческую жертву (или несколько), и заключает свою душу в специальный предмет, филактерию, после чего умирает и спустя некоторое время возрождается уже полноценным личем.
В некоторых ранних произведениях фэнтези, таких как «Империя некромантов» (1932) Кларка Эштона Смита, термин лич использовался как общее обозначение для любого трупа, оживлённого или нет, — задолго до того, как понятие стало использоваться в фэнтезийных ролевых играх. Современный архетипический образ лича как разновидности оживших мертвецов происходит от одного из первых сводов правил для ролевой игры Dungeons & Dragons (Greyhawk, 1976), написанных Гэри Гайгэксом и Робом Кунцем.

## Этимология
Возможные варианты происхождения слова — производное от нем. leiche — «труп», или от староанглийского lic (произносится так же, как и lich). Слово англ. lich упоминается в англо-русском словаре Мюллера в словосочетании lich-gate — «вход на кладбище», «ворота лича», куда обычно заносили гроб и заходила похоронная процессия. Эти ворота нередко прикрывались небольшой крышей, где могла совершаться часть панихиды.

## Истоки образа
Личи как персонажи произошли от во многом сходных типажей из произведений поджанра «меч и магия» начала XX в. Его сюжеты рассказывали в числе прочего о могущественных колдунах, которые используют свои магические познания, чтобы одержать победу над смертью. Во многих рассказах американского писателя Кларка Эштона Смита фигурируют могущественные волшебники, чья магия позволяет им воскресать из мёртвых. В нескольких рассказах Роберта И. Ховарда, таких как Skull-Face (1929) и Scarlet Tears, рассказывается о бессмертных колдунах, которые мистическим образом сохраняют подобие жизни, а их тела превращаются в сморщенные оболочки, которыми они управляют, чтобы изображать человеческую подвижность и активное мышление. Гэри Гайгэкс, один из родоначальников ролевой системы Dungeons & Dragons, заявил, что он основал описание лича, включённое в игру, на образе персонажа из рассказа Гарднера Фокса «Меч чародея» (The Sword of the Sorcerer, 1969).
Само слово «лич», используемое как архаичное название трупа (или безжизненного тела) используется, к примеру, в рассказе Амброза Бирса «Смерть Халпина Фрейзера», где встречается во введении. Говард Лавкрафт также использовал его в рассказе «Тварь на пороге» (1937), в контексте истории о человеке, тело которого после смерти попало во власть колдуна. Такой атрибут, присущий высшим личам, как украшенный драгоценностями череп, взят из раннего рассказа Фрица Лейбера Thieves' House.
Персонажи, напоминающие личей, встречаются в самых разных произведениях фэнтези. Характерными чертами личей, например, обликом и филактериями, обладает как Кощей Бессмертный в славянской мифологии, так и Саурон из произведения Дж. Р. Р. Толкина «Властелин колец» или Волан-де-Морт из серии романов Дж. К. Роулинг о Гарри Поттере.

## Общее описание
Согласно современным описаниям из фэнтези-произведений, превращение в лича зачастую является результатом преднамеренной трансформации. Могущественный волшебник, искусный в некромантии и жаждущий победить смерть, проводит магический ритуал, используя редкие вещества и специальные заклинания с целью остаться могучим колдуном и после смерти. В отличие от зомби и скелетов, которых часто изображают лишёнными разума, личи сохраняют способность мыслить, прежний интеллект и магические способности. Личи часто изображаются в качестве повелителей над остальной нежитью.
Лича очень трудно уничтожить, потому что после того, как будет разрушена его физическая сущность, он может возродиться при помощи филактерии (др.-греч. phylactery, что означает «амулет»). Пример филактерии — сундук Кощея, в котором заключён предмет, уничтожив который, можно упокоить его. Сам Кощей Бессмертный при этом, возможно, является ярким мифологическим примером лича. Часто личи описываются как лишённые многих чувств существа. Они не чувствуют боли, радости, усталости, но, в отличие от другой нежити, не испытывают бесконтрольного желания убивать.
Процесс превращения в лича схож с процессом мумификации, с отличием в том, что на скелете практически не остается плоти, а внутренние органы помещаются в филактерию (см. также канопы). Существуют и редкие разновидности личей, такие как демиличи (высшие личи, от тела которых мог остаться лишь череп) или драколичи (погибшие разумные драконы).

## В современной культуре
После того, как личи были включены в список существ настольной ролевой игры Dungeons & Dragons, их архетип постепенно переняли и разработчики компьютерных игр на сходную тематику. В настоящее время личи занимают видное место среди персонажей-нежити во многих игровых фэнтези-сеттингах, таких как Warcraft, Forgotten Realms, Might and Magic, Heroes of Might and Magic и многих других.